# Partits polítics de l'Equador
La República de l'Equador té un sistema multipartidista. Històricament els partits polítics de l'Equador han estat relativament petits i força nombrosos, amb una ideologia poc definida, basant-se més en el carisma personal dels seus líders. Malgrat la presència de partits amb línies ideològiques clares, aquesta tendència personalista segueix present en l'actualitat, amb partits formats al voltant d'un personatge concret (per exemple el Partido Renovador Institucional de Acción Nacional, basat en la fortuna personal de l'empresari Álvaro Noboa).
Durant la segona meitat del segle xix i tot el segle xx (excepte en les etapes de dictadures) la política equatoriana ha estat tradicionalment controlada pel Partit Liberal (representant de la burgesia de la costa, principalment de Guayaquil) i el Partit Conservador (representant de l'aristocràcia conservadora de la serralada). Aquesta tendència bipartidista es començà a trencar especialment a partir dels anys 1960, amb nombrosos partits de totes les tendències. A partir d'aquest moment, els partits més forts i que històricament han mantingut més clara la seva línia ideològica i la seva força electoral són, d'una banda, el Partido Social Cristiano, de centredreta i que en els darrers anys ha passat d'una línia més populista i autoritària (representada per León Febres Cordero) a una línia més neoliberal però amb certes preocupacions socials i ideològiques (amb nous polítics com Jaime Nebot o Cynthia Viteri). D'altra banda, el partit Izquierda Democrática, que ha representat la ideologia socialdemòcrata aglutinant, des de la seva creació el 1967, diverses tendències de l'esquerra equatoriana descontentes amb els plantejaments marxistes que durant els anys 1960 van tenir una relativa força al país.
A més, a partir de la dècada de 1990, han sorgit amb força partits de tendència indigenista, amb l'objectiu de portar al terreny polític les reivindicacions de la població indígena, tradicionalment absent de la lluita política. El més important és, sens dubte, Pachakutik, de tendència socialista i, en part, representant de la Confederació de Nacionalitats Indígenes de l'Equador (CONAIE).

## Els partits
Els partits més importants existents actualment a l'Equador són els següents (es llisten només aquells partits que s'han presentat a les dues darreres eleccions):
- Partido Social Cristiano: partit de centredreta neoliberal. Actualment disposa de 4 diputats al Congrés Nacional.
- Izquierda Democrática: partit de tendència socialdemòcrata moderada. Actualment disposa de 13 diputats al Congrés Nacional.
- Movimiento Unidad Plurinacional Pachakutik - Nuevo País: partit indigenista de tendència socialista. Actualment diposa de 5 diputats al Congrés Nacional.
- Partido Renovador Institucional de Acción Nacional: partit de dreta de caràcter populista i liderat per l'empresari Álvaro Noboa. Actualment disposa de 10 diputats al Congrés Nacional.
- Frente Radical Alfarista: partit de tendència centrista liberal, creat el 1978.
- Movimiento Popular Democrático: partit d'ideologia marxista-leninista, creat com a braç polític del Partido Comunista Marxista Leninista del Ecuador. Actualment disposa de 3 diputats al Congrés Nacional.
- Partido Roldosista Ecuatoriano: partit de centredreta amb un marcat caràcter populista, creat després de la mort del president Jaime Roldós per Abdalá Bucaram. Actualment disposa de 15 diputats al Congrés Nacional.
- Partido Sociedad Patriótica 21 de Enero
- Partido Liberal Radical Ecuatoriano
- Partido Comunista del Ecuador
- Partido Socialista - Frente Amplio: partit de tendència socialista.
- Alianza PAIS: partit de tendència socialista.